# Saradan (Baturetno)
Saradan is een bestuurslaag in het regentschap Wonogiri van de provincie Midden-Java, Indonesië. Saradan telt 3877 inwoners (volkstelling 2010).